# ビジ語 (中国)
ビジ語（びじご、ビジ語：Bdřitz'a　中国語: 北土家語、畢基語)は、チベット・ビルマ語派に属する屈折語の特性を持つ膠着語である。200年前まではほとんどのトゥチャ族（自称: Bdřitmi(ビジ人)・Bdřitk'ap(ビジ族)など、800万以上の人口を持ち、中国で8番目に多い民族である。）の母語であったが、現在ビジ語を話せる人口はトゥチャ族全体の1%あまりだけとなっている。また、研究者である楊再彪が2011年に行った調査によると、ビジ語は今34の鎮、200ほどの行政村、500以上の村落で使われている。UNESCOに重大な危機に瀕する言語と識別されている。

## 方言
詳しい状況は解明されていないが、ビジ語には方言がある。ここ数百年のビジ語言語社会の衰退により、違う社会階層を持つ一つの高度な言語社会から、町・村ごとの独立の階層性の弱い話者集団の話している言語になったビジ語は、たくさんの地域変異が生じていると推定できる。しかし、方言の数についての調査が行われていないため、詳しい数はまだ解明されていない。以下言及した方言は違う調査が行われた調査地の言葉を指し、正式な方言区分ではない。

## 音韻
ビジ語は違う方言において、音素の数がかなり異なる。

### 母音
- ラシドン方言は口母音は5個、鼻母音は3個ある。
  - i、e、u、o、ɑ、ĩ、ẽ、ɑ̃
- バジ方言には口母音は7個、活用だけに現れる母音は2個、鼻母音は4個ある。
  - i、e、a、ɨ、u、ɤ、o、(ɪ)、(ʊ)、ɐ̃、ĩ、ɘ̃、ʊ̃[2]
- タピョ方言には口母音は9個、鼻母音は7個ある。[3]
  - i、e、ɛ、ɯ、ə、a、u、o、ɔ、ĩ、ẽ、ɛ̃、ə̃、ã、ũ、õ
- 小ルンゼ方言には口母音は7個、鼻母音は2個ある。[4]
  - i、e、a、ɯ、ə、u、o、ẽ、ã
- ツビ方言には口母音は8個、活用だけに現れる母音4個、鼻母音と鼻音の語末子音は異音で弁別的な要素ではない。
  - i、e、ɛ、ə、a、u、o、ɔ、(y)、(ø)、(œ)、(ʌ)

#### 二重、三重母音
- ラシドン方言には12個ある。
  - ei、əu、ɑi、ɑu、ie、iɑ、iəu、iɑu、uei、uɑi、iɑ̃、uɑ̃
- バジ方言には12個ある。
  - ai、ao、ia、iao、eu、ua、uai、ui、ɨi、ɤu、iɐ̃、uɐ̃
- タピョ方言には14個ある。
  - ie、iɛ、iə、ia、iɔ、ei、əu、ui、uɛ、ua、iɛ̃、iã、uɛ̃、uã
- 小ルンゼ方言には17個ある。
  - ie、ia、iə、iu、io、ei、ai、au、ɯe、əu、ui、ue、ua、uə、uo、iau、iəu
- ツビ方言には二重母音がない。

### オンセット子音
- ラシドン方言には18個ある。
  - m、pʰ、p、n、tʰ、t、s、tsʰ、ts、ɲ、ɕ、ʑ、tɕʰ、tɕ、ŋ、kʰ、k、x
- バジ方言には23個ある。
  - m、pʰ、p、ɸ、β、n、tʰ、t、s、z、tsʰ、ts、l、ɲ、ɕ、j、tɕʰ、tɕ、ŋ、kʰ、k、x、ɣ
- タピョ方言には26個ある。
  - m、p、b、w、n、t、d、s、z、ts、dz、l、ɲ、ʂ、ʐ、ʈʂ、ɖʐ、ɕ、ʑ、tɕ、dʑ、ŋ、k、ɡ、x、ʁ
- 小ルンゼ方言には27個ある。
  - m、pʰ、p、b、w、n、tʰ、t、d、s、z、tsʰ、ts、dz、l、ɲ、ɕ、j、tɕʰ、tɕ、dʑ、ŋ、kʰ、k、ɡ、x、ɣ
- ツビ方言には39個ある。
  - m、pʰ、p、b、ɸ、β、n、tʰ、t、d、s、z、tsʰ、ts、dz、ɾ、ʃ、ʒ、tʃʰ、tʃ、dʒ、ʂ、ʐ、tʂʰ、tʂ、dʐ、ɲ、ɕ、ʑ、tɕʰ、tɕ、dʑ、ŋ、kʰ、k、ɡ、x、ɣ、ʁ

#### 子音連続
- ラシドン方言には子音連続がない。
- バジ方言には5種類ある。
  - mb、nd、ndz、ɲdʑ、ŋɡ
- タピョ方言には14種類ある。
  - mb、nd、ndz、ndʐ、ɲdʑ、ŋɡ、mɹ、pɹ、bɹ、ŋɹ、kɹ、ɡɹ、xɹ、ʁɹ
- 小ルンゼ方言には子音連続がない。
- ツビ方言には多数ある。

#### コーダ子音
- ラシドン方言には2個ある。

n、ŋ
- バジ方言には2個ある。

z、ʑ
- タピョ方言には2個ある。

ɹ、ŋ
- 小ルンゼ方言には3個ある。

n、ɹ、ŋ
- ツビ方言には5個ある。

ɸ、s、x、ɾ、N

### 声調とアクセント
ビジ語には、高低アクセントに極めて近い語声調のようなものがある。付属語は声調を持っていなく、前の語或いは話者のテンションなどにより変わる。

## 語彙
ビジ語の名詞・代名詞は単数・複数があり、疑問代名詞も単数・複数の形を持っている。敬意を表す時、複数を使う。指示語は一般にn/ɡ系の近称、h系の中称、a系の遠称、ch/k/kh系の不定称からなる。
現代の語彙の多くは中国語から借用している。近代以来、ビジ人の地域でのキリスト教の伝教活動が盛んだため、少しの英語とフランス語からの語彙もある。

## 文法
ビジ語はSOV型の膠着語であるが、屈折語の特徴も強い(例えば、例文の「持っていく」という動詞「atani」、その「ani」は同時に未来時制、遠心方向、直説法を表している)。
形容詞は級、時などを持ち、動詞は法、時、相、態などを持つうえ、副詞は極めて少ない。それらの活用はほぼ接尾辞で表すが、接頭辞、接合辞、貫通接辞もある。
名詞の格は一般的に助詞で表すが、屈折的なものもある（例：家/tsʰo/‐家に/家で/tsʰu/；又は　手/tɕie/‐手に/手で/tɕiau/など）。
例文：

ŋa   petɕĩ  kʰu  tsʰɨ  tʰunaɕi   ako   ɲe   poɲi  po  ɕipa   ʑe        lapʰi    sini.(ラシドン方言) 

ŋa   petɕĩ  kʰu  tsʰɨ  tʰulaɕi   ako   ɲie  poli  po  sɹ̩pa   ze  (na) lapʰi    siali. (バジ方言) 

ŋa   bɛdʑĩ  kʰu        aʁəla   xodili  ɛ   akʰɛ   o   ɕiba  laxo       napʰi    dzadzɔ. (タピョ方言) 

ŋos  petɕʌ̃ kʰu  tsʰɨ tʰuɾaɕi   aɡo    ge   poɾ  bo  ʃipa  dzespa      ɾɔ       sɨɫɡatʰi. (ツビ方言) 

私が 北京   で  勉強している    友    の  子供  に   服    美しい (を) 一(着)   送る。
上の文のように、日本語とよく似た骨格が見られるが、形容詞「美しい」の位置は少し異なる。ビジ語の形容詞は名詞の後につくことが多いが、前に置くこともできる。

## 表記
ビジ語には文字を持たず、土司時代では漢字でビジ語の音を大らかに記述したものがティマ（トゥチャ族伝統宗教における神職）たちの間で使われていた。改土帰流後はだんだん使い辞められた。
1980年代、中国政府の指示で学者によりローマ字を使う新しいビジ語の表記法を開発したが、広まっていない。その代わりに、一部のトゥチャ族学者は漢字、チベット文字、仮名、ハングルなど様々な文字を参照し、いろんなビジ語文字を発明したが、同じく広まっていない。